# Lee Hodges
Lee Hodges, né le 4 septembre 1973 à Epping, est un footballeur anglais. 

## Carrière

### Joueur
- 1992-1994 :  Tottenham Hotspur
- 1992-1993 :  Plymouth Argyle (prêt)
- 1993-1994 :  Wycombe Wanderers (prêt)
- 1994-1997 :  Barnet
- 1997-2001 :  Reading FC
- 2001-2008 :  Plymouth Argyle
- 2008-2010 :  Torquay United
- 2009-2010 :  Truro City (prêt)
- 2010-2013 :  Truro City

### Entraîneur
- 2010-2013 :  Truro City
- 2016-2018 :  Truro City